# Dimitrios Mazis
Dimitrios Mazis (in greco Δημήτρης Μάζης?; Patrasso, 5 settembre 1976) è un pallanuotista greco.

## Biografia
È cresciuto, al pari di numerosi giocatori della generazione d'oro della pallanuoto greca, nelle file del Vouliagmeni. Con la squadra ateniese ha vinto due scudetti (1997 e 1998), due Coppe nazionali (1996 e 1999) e la Coppa delle Coppe nel 1997.
Nel 2004 passa a giocare nell'Ethinkos Piraeus, con cui vince una Coppa nazionale nel 2005 ed uno scudetto nel 2006. Dalla stagione 2008-2009 gioca invece con il Panionios: alla prima stagione giunge in finale di Coppa LEN, sconfiggendo squadre titolate come Posillipo e Club Nataciò Barcelona ed arrendendosi solamente agli ungheresi del Szeged Beton.
Con la Nazionale vanta un secondo posto in Coppa del Mondo, due terzi posti nella World League ed un bronzo ai Mondiali di Montreal.
Frequenta la Panteion University ad Atene.